# 4992 Калман
4992 Калман (енгл. 4992 Kalman) је астероид главног астероидног појаса са средњом удаљеношћу од Сунца која износи 2,575 астрономских јединица (АЈ).
Апсолутна магнитуда астероида је 12,8.